# Valeriu Bularca
Valeriu Bularca (Întorsura Buzăului, Rumania, 14 de febrero de 1931-7 de febrero de 2017) fue un deportista rumano especialista en lucha grecorromana donde llegó a ser subcampeón olímpico en Tokio 1964.

## Carrera deportiva
En los Juegos Olímpicos de 1964 celebrados en Tokio ganó la medalla de plata en lucha grecorromana estilo peso ligero, tras el luchador turco Kazım Ayvaz (oro) y por delante del soviético David Gvantseladze (bronce).